# Babín
Babín és un poble i municipi d'Eslovàquia que es troba a la regió de Žilina, al centre-nord del país.

## Història
La primera menció escrita de la vila es remunta al 1569. El 1598 es calculaven ja 20 cases de pagesos. El 1796 el llibre de geografia nacional valorà la vila com un poble de segona classe. El 1828 hi vivien 798 persones i hi havia 166 cases. El 1899 el nom oficial canvià pel de Babény segons la nova política hongaresa. El 1910 hi havia 771 persones (majoritàriament eslovacs). Fins al Tractat del Trianon la vila pertanyia al Regne d'Hongria, al comtat d'Árva; després passà sota administració de Txecoslovàquia, al districte de Námestovo, i finalment el 1993 a administració eslovaca.

## Demografia
| Godina             | 1994 | 2004   | 2014   | 2024   |
| ------------------ | ---- | ------ | ------ | ------ |
| Nombre de persones | 1324 | 1413   | 1417   | 1453   |
| Diferència         |      | +6,72% | +0,28% | +2,54% |

| Godina             | 2023 | 2024   |
| ------------------ | ---- | ------ |
| Nombre de persones | 1444 | 1453   |
| Diferència         |      | +0,62% |